# Västtyskland i olympiska vinterspelen 1988
Västtyskland deltog med 90 deltagare vid de olympiska vinterspelen 1988 i Calgary. Totalt vann de två guldmedaljer, fyra silvermedaljer och två bronsmedaljer.

## Medaljer

### Guld
- Marina Kiehl - Alpin skidåkning, störtlopp.
- Thomas Müller, Hans-Peter Pohl och Hubert Schwarz - Nordisk kombination.

### Silver
- Frank Wörndl - Alpin skidåkning, slalom.
- Christa Kinshofer - Alpin skidåkning, storslalom.
- Ernst Reiter, Stefan Höck, Peter Angerer och Fritz Fischer - Skidskytte, 4 x 7,5 kilometer stafett.
- Georg Hackl - Rodel.

### Brons
- Christa Kinshofer - Alpin skidåkning, slalom.
- Thomas Schwab och Wolfgang Staudinger - Rodel.